# Weatherly Building

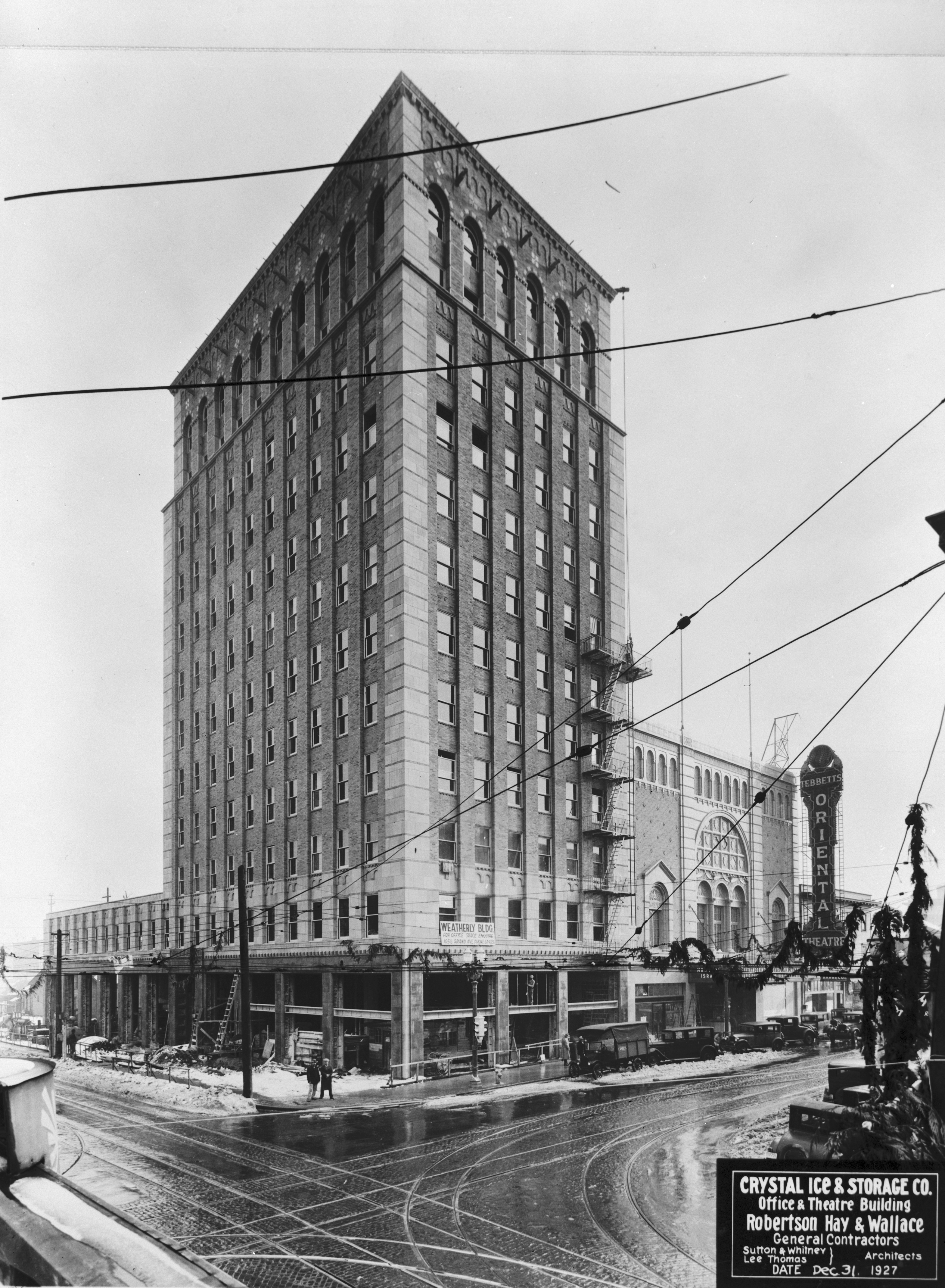
Weatherly Building und Oriental Theatre (Portland), Aufnahme vom 31. Dezember 1927

Das Weatherly Building in Portland, Oregon ist ein zwölfstöckiges gewerblich genutztes Gebäude in den Vereinigten Staaten. Es wurde 1926 von dem Geschäftsmann George Warren Weatherly erbaut, der sein Geld mit dem Verkauf von Eiscreme verdiente. Es ist mit einer Höhe von 53,34 m das höchste Gebäude der Stadt auf der Ostseite des Willamette River.
Wie ein Vermerk zeugt, den ein am 31. Dezember 1927 angefertigtes Photo trägt, das sich als Teil der Sammlung im Rahmen des Historic American Buildings Survey im Besitz der Library of Congress befindet, wurde das Bauwerk vom Architekturbüro Sutton & Whitney und Lee Thomas entworfen und von den Bauunternehmern Robertson Hay & Wallace errichtet.

## Hintergrund
Weatherlys Produktionsunternehmen für Speiseeis begann 1890 mit einer gebraucht erstandenen Eismaschine in einem kleinen Süßigkeitenladen und wuchs, bis das Unternehmen etwa 90 Prozent des in Oregon verkauften Speiseeises produzierte. Weatherly wurde "lokal zugeschrieben" das Eishörnchen erfunden zu haben und galt als "führender Bürger der Ostseite in den 1920 und 1930er Jahren". Das Gebäude trug dazu bei, dass sich in Portland der sogenannte "Uptown District" entwickelte. In seinem Erdgeschoss befand sich ein Eissalon.

## Architektur
Das Weatherly Building ist ein Bau mit neuromanischer Fassade aus Backsteinen und Zierelemente aus glasiertem Terracotta, das etwas unterhalb des Daches eine Arkadenfensterreihe aufwies. Es war eines der ersten Hochhäuser auf dem östlichen Ufer des Flusses, und seine zwölf Stockwerke überragten die Morrison Bridge. Es verfügt über sieben Aufzüge und zwei Penthäuser auf dem Dach. Der Bau begann 1927, 1928 wurde das Gebäude fertiggestellt.
Der Kinobetreiber Walter Eugene Tebetts überzeugte Weatherly davon, direkt benachbart das Oriental Theatre zu errichten. Diese wurde von Lee Thomas und Albert Mercier entworfen, von denen das Design zahlreicher Kinotheatergebäude im Pazifischen Nordwesten stammt. Das große und verzierte Gebäude war nach dem Portland Theatre das zweitgrößte der Region und wurde 1970 niedergerissen, um Platz für einen Parkplatz zu machen. Die ursprünglichen Investitionskosten für das Weatherly Building und das Theater beliefen sich auf 1,5 Millionen US-Dollar.

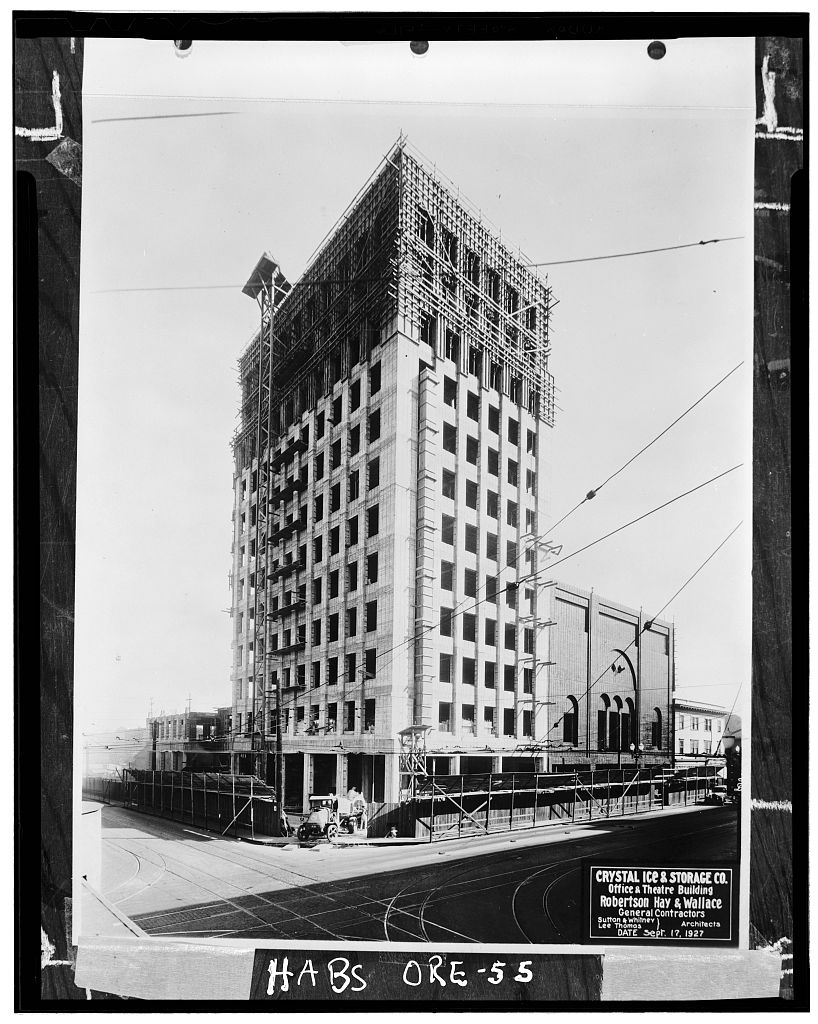
Weatherly Building und Oriental Theatre, Photographie vom 17. September 1927, bevor die Fassade aus Backsteinen und Terracotta fertiggestellt wurde
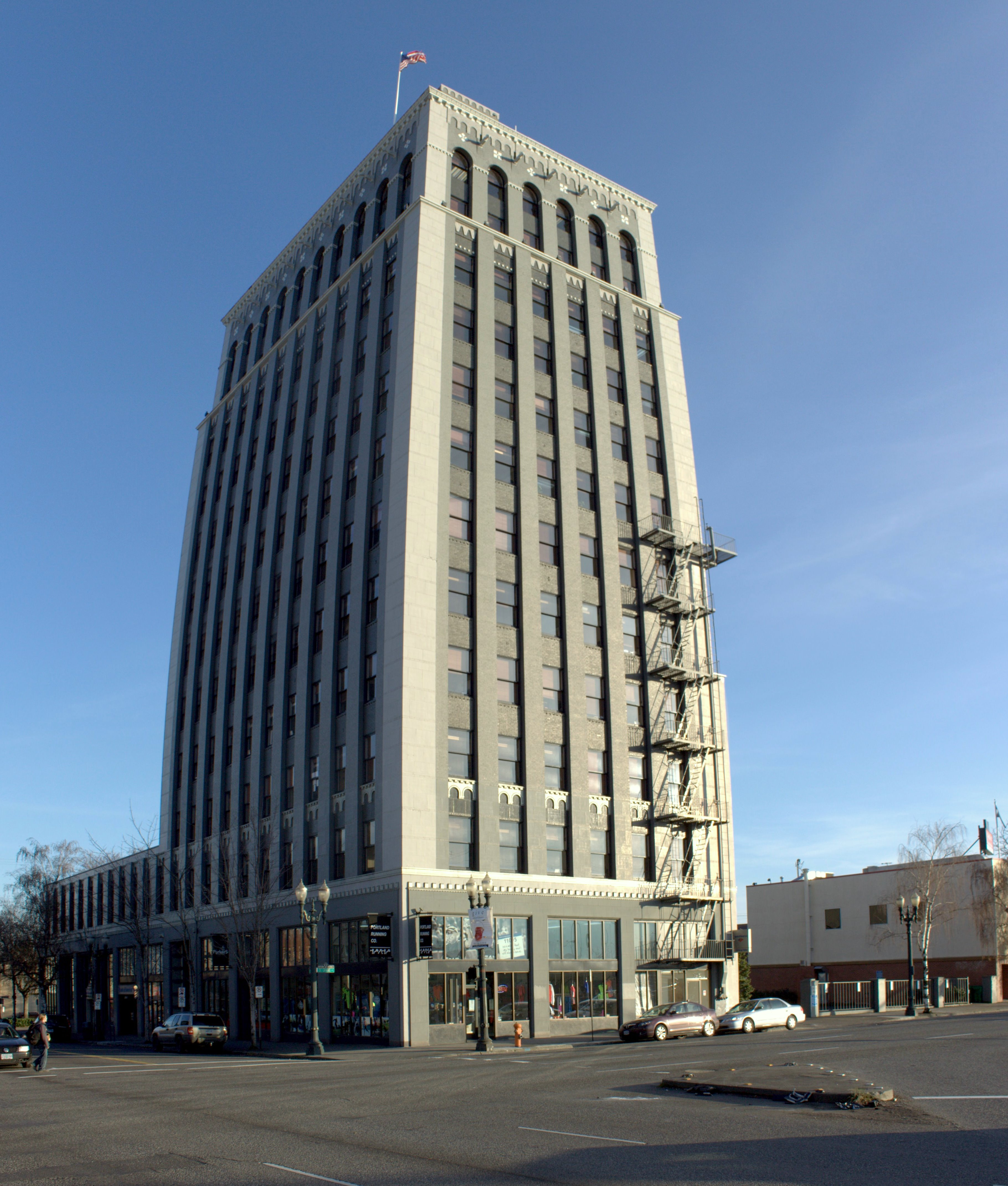
Weatherly Building 2009

## Eigentümerschaft
Das Weatherly Building wurde 2002 zu einem Preis von 7,4 Millionen US-Dollar an das Unternehmen Mayfield Investment in Palo Alto, Kalifornien veräußert, nachdem es zuvor seit 1984 im Eigentum von Landmark Investments stand.